# 斯溫福德山
77°16′S 161°54′E / 77.267°S 161.900°E
斯溫福德山（Mount Swinford），是南極洲的山峰，位於維多利亞地的斯科特海岸，處於哈克山西北面5公里，屬於聖約翰斯山脈的一部分，現時由南極條約體系管理。